# Marlous Fluitsma

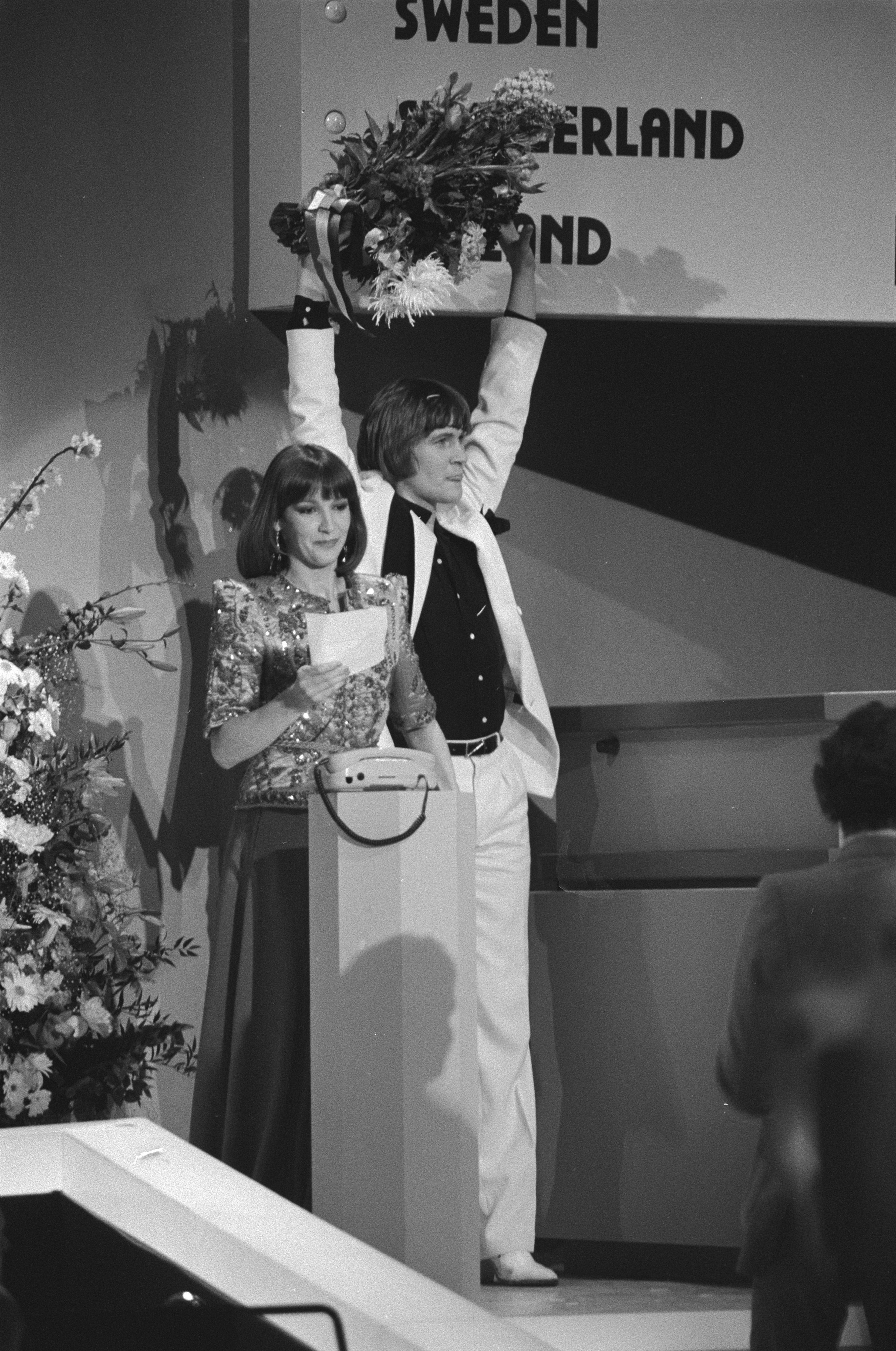
Marlous Fluitsma mit Johnny Logan beim Eurovision Song Contest 1980

Marlous Fluitsma (eigentl. Maria Louise Clara Albertine Fluitsma; * 12. Dezember 1946 in Zutphen) ist eine niederländische Schauspielerin.

## Leben
Fluitsma wuchs in Nijmegen als Tochter einer Lehrerin auf. Nach einem Studium an der Theaterakademie Maastricht war sie zunächst als Theaterschauspielerin tätig. Erste große Aufmerksamkeit erhielt sie als Hauptdarstellerin in Herman van Veens Stück De Spinse von 1973. Die folgenden Jahre war sie in niederländischen Spielfilmen und Fernsehserien zu sehen, darunter die Serien Pleisterkade 17 (ab 1975), Die seltsamen Abenteuer des Herman van Veen (1977), Pommetje Horlepiep (1979) oder De Fabriek (1981). 1980 moderierte sie den Eurovisie Songfestival in Den Haag. 1990 bis 1991 spielte sie die Helen Helmink in der Seifenoper Goede tijden, slechte tijden.
Fluitsma ist heutzutage überwiegend als Off-Sprecherin tätig, so beispielsweise in Werbespots oder für Haltestellenansagen verschiedener Nahverkehrsbetriebe in den Niederlanden. 
Sie war von 1972 bis 1993 mit Herman van Veen verheiratet und hat von ihm zwei Kinder, Merlijn van Veen und Anne van Veen. Sie lebt im niederländischen Soest.